# 岩脚乡
岩脚乡，是中华人民共和国四川省凉山彝族自治州雷波县曾经下辖的一个乡。2020年6月，撤销岩脚乡，原岩脚乡所属行政区域为宝山镇的行政区域。

## 行政区划
岩脚乡撤销前下辖以下地区：
金江村、齐洛村、云山村、高山村和瓦几村。